# Jean Astruc
Jean Astruc,  född 1684 i Languedoc, död 1766 i Paris, var en fransk läkare och bibelkritiker.
Astruc var son till en protestantisk predikant, som kort efter sonens födelse och innan ännu ediktet i Nantes hade återkallats, övergick till katolicismen. Astruc var en tid medicine professor i Toulouse och innehade sedan 1731 en medicinsk lärostol i Paris; sedan 1730 var han livmedikus hos Ludvig XV.
Under forskningar i hud- och könssjukdomarnas historia kom Astruc att sysselsätta sig med Moseböckerna, och nära sjuttioårig offentliggjorde han resultaten av sina undersökningar i den anonymt, i apologetiskt syfte utgivna skriften Conjectures sur les mémoires originaux, dont il paroit que Moyse s’est servi pour composer le livre de la Genèse (1753). Astruc framlade där, stödd bland annat på iakttagelsen om att i vissa stycken gudsnamnet regelbundet återgafs med Jahve, i andra med Elohim, den epokgörande hypotesen om att Mose vid dessa skrifters avfattning begagnat sig av flera äldre källskrifter, ett antagande, varigenom Astruc blivit den nyare pentateuk-kritikens grundläggare.